# مری تاکر
مری تاکر (انگلیسی: Mary Tucker؛ زادهٔ ۲۰ ژوئیهٔ ۲۰۰۱) تیرانداز اهل ایالات متحده آمریکا است.
وی در مسابقات کشوری و بین‌المللی در مجموع برندهٔ ۱ مدال طلا، ۱ مدال نقره شده‌است.